# Det Bornholmske Redningsvæsen
Det Bornholmse Redningsvæsen, eller Redningsvæsenet for Bornholm, Møn og Stevns, var en av två ursprungliga statliga sjöräddningsorganisationerna i Danmark. Den grundades 1852 tillsammans med sin systermyndighet Det Nørrejydske Redningsvæsen efter ett beslut i Folketinget och fick sitt huvudkontor på Bornholm.

## Historik
På Bornholm fanns en tradition med en särskild "osänkbar" räddningsbåt sedan 1822, då strandingskommissionær H.J. Hansen (1801-1854) i Svaneke finansierade en räddningsbåt, som stationerades i Snogebæk.
Vid Jyllands Nordsjökust agiterade strandingskommissionären Christopher Berent Claudi i mitten av 1840-talet för att upprätta sjöräddningsstationer. Han reste 1845 på egen bekostnad till England för att studera hur sjöräddningsväsendet fungerade där. Hans arbete ledde till att han 1847 fick medel av kung Kristian VIII och Frimurarlogen i Köpenhamn för att anskaffa raketapparat, en sjöräddningsbåt och simbälten. På försöksbasis inrättades 1847 räddningsstationerna Flyvholm och Tuskær med frivillig personal, båda i nuvarande Lemvigs kommun. Raketapparaterna inköpte Claudi i England.
I oktober 1849 tillsattes en statlig kommission med uppgift att föreslå hur en sjöräddningstjänst skulle organiseras på Jyllands västkust och på andra ställen. Den avgav ett betänkande i december 1849, med förslag om att koncentrera verksamheten till den jylländska västkusten. Denna inställning ändrades dock under den fortsatta politiska behandlingen. Det Nørrejydske Redningsvæsen och Det Bornholmske Redningsvæsen inrättades som myndigheter med "Lov angaaende Redningsvæsenet på de danske Kyster" i mars 1852. Med lagen inrättades räddningsstationer inte bara på Jyllands västkust, utan också på Bornholm, Møn och några andra ställen.

## Räddningsstationer[2]
- Snogebæk Redningsstation, inrättad 1852, med raketapparat och räddningsbåt. Stationen flyttades 1964 till Nexø Redningsstation. (Ungefärliga koordinater: 55°01′31″N 15°07′09″Ö / 55.02528°N 15.11917°Ö)
- Rønne Redningsstation, inrättad 1852, med raketapparat och försedd också med räddningsbåt 1863 (55°05′40″N 14°41′44″Ö / 55.09444°N 14.69556°Ö)
- Allinge, inrättad 1852, med raketapparat ((55°16′39″N 14°48′10″Ö / 55.27750°N 14.80278°Ö)
- Gudhjem, inrättad 1852, med raketapparat[3] ((55°12′14″N 14°58′53″Ö / 55.20389°N 14.98139°Ö)
- Svaneke, inrättad 1852, med raketapparat ((55°08′14″N 15°08′43″Ö / 55.13722°N 15.14528°Ö)
- Hasle, inrättad 1882, med raketapparat ( 55°11′15″N 14°42′14″Ö / 55.18750°N 14.70389°Ö)
- Christiansø, inrättad 1922, med raketapparat (55°19′12″N 15°11′11″Ö / 55.32000°N 15.18639°Ö)
- Boderne Redningsstation, en bistation inrättad 1925, med räddningsbåt, nedlagd 1932[4] (55°01′23″N 14°54′25″Ö / 55.02306°N 14.90694°Ö)
- Stevns, Sjælland, inrättad 1901, med raketapparat, indragen omkring 1996[5] (55°17′25″N 12°27′12″Ö / 55.29028°N 12.45333°Ö
- Ålebæk, Møn, inrättad 1882, med raketapparat (ungefärliga koordinater: 55°01′19″N 12°27′04″Ö / 55.02194°N 12.45111°Ö
- Klintholm Havn Rednigsstation, Møn, inrättad |1918, med räddningsbåt (54°57′12″N 12°27′57″Ö / 54.95333°N 12.46583°Ö

## Organisatorisk utveckling
Myndigheterna låg först under Indenrigsministeriet och från 1896 under Landbrugsministeriet. År 1996 flyttades de till Marineministeriet. År 1926 slogs de två verksamheterna samman till en enda organisation, Redningsvæsenet, med placering i Köpenhamn, från 1950 sorterat under Forsvarsministeriet. 
År 1973 bildades Farvandsvæsenet av flera myndigheter. Redningstjenstenen ingick som en del, nu omdöpt till Kystredningstjenesten. Denna myndighet upplöstes 2012, varvid sjöräddningen övergick till Søværnet.